# Système de gouvernement présidentiel
 (juillet 2025).

Sceau présidentiel turc.

Le système de gouvernement présidentiel est un système de gouvernement de régime présidentiel fondé, qui a été adopté par le référendum du 16 avril 2017 en Turquie et qui est en vigueur depuis le 9 juillet 2018. Selon l'article 8 de la Constitution de la République de Turquie, le pouvoir et la fonction exécutifs sont exercés par le président.
Jusqu'à présent, la Turquie était une république parlementaire et le rôle du président de la République était en principe purement honorifique. Avec le passage à ce système, les pouvoirs de la Grande Assemblée nationale de Turquie de former un gouvernement ont été transférés au président. Dans ce système, le pouvoir exécutif est confié au président. Le président exerce également le pouvoir législatif par le biais de décrets. 
Dans le système de gouvernement présidentiel, le président peut être membre d'un parti ou non. Dans le système de gouvernement présidentiel, les ministres peuvent également être nommés par le président en dehors du parlement.

## Critiques
Le système présidentiel de gouvernement n’est pas un système qui a été appliqué auparavant dans la littérature de droit constitutionnel et a été appliqué pour la première fois en République de Turquie. Ce système est différent de système présidentiel et constitue un tout nouveau système administratif qui n’a jamais été mis en œuvre auparavant dans le monde.
Les six partis d'opposition, le CHP, le Parti İYİ, le DEVA, le GP, le SP et le DP, ont commencé à travailler pour revenir au système parlementaire, affirmant que le système présidentiel provoquait des crises économiques et politiques. Ces six partis ont créé une commission mixte et conçu un nouveau système appelé système parlementaire renforcé et ont présenté ce système aux électeurs comme une promesse lors des élections générales turques de 2023.

## Source
1. ↑  Mehmet Yıldız, « Cumhurbaşkanlığı Hükümet Sistemi Alanında Hazırlanan Tezlerin Sistematik Derlemesi: 2018 – 2023 Yılları İncelemesi », Uluslararası Yönetim Akademisi Dergisi, vol. 7, no 1,‎ 10 septembre 2024, p. 379–389 (ISSN 2636-8048, DOI 10.33712/mana.1408648, lire en ligne, consulté le 10 avril 2025)
2. ↑  « Mevzuat Bilgi Sistemi », sur www.mevzuat.gov.tr (consulté le 10 avril 2025)
3. ↑  « En Turquie, vers un référendum en 2017 pour ou contre le renforcement des pouvoirs d’Erdogan », Le Monde,‎ 10 décembre 2016 (lire en ligne, consulté le 10 avril 2025)
4. ↑  Funda SELÇUK ŞİRİN et Fahri SAKAL, « Yeni Rejim, Yeni Devlet (1923-1938) », dans Modern Türkiye Tarihi, Pegem Akademi Yayıncılık, 2019, 126–175 p. (lire en ligne)
5. ↑  Kemal Gözler, Elveda anayasa : 16 avril 2017'de oylayacağımız anayasa değişikliği hakkında eleştiriler, Bursa, Birinci baskı, 2017 (ISBN 978-605-327-461-2, OCLC 1000563246, lire en ligne)
6. ↑  (tr) Yunus Emre Erdölen, « “Güçlendirilmiş Parlamenter Sistem” 101 », serbestiyet.com,‎ 18 octobre 2021 (lire en ligne [archive du 18 ekim 2021], consulté le 12 janvier 2022)
7. ↑  « 6 muhalefet partisinden parlamenter sistem açıklaması » [archive du 23 septembre 2021], Cumhuriyet, 23 septembre 2021 (consulté le 4 janvier 2022)